# IC 405
IC 405 (ook bekend als Vlammende ster-nevel, Sh 2-229 of Caldwell 31) is een emissie / reflectienevel in het sterrenbeeld Voerman. De nevel "schijnt" met een magnitude van 6. De nevel omringt de ster AE Aurigae en ligt vlak bij nevel IC 410, de open sterrenhopen Messier 38 en Messier 36 en de met het blote oog zichtbare Hassaleh, een ster van spectraalklasse K. De nevel ligt ongeveer 1500 lichtjaar van de Aarde verwijderd.
Het object IC 405 werd op 21 maart 1892 ontdekt door de Duits-Amerikaanse astronoom Johann/John Martin Schaeberle (1853-1924), en wordt ook wel Schaeberle's flaming star nebula genoemd.